# Bob Hyland
 (janvier 2021).
(en) Statistiques sur pro-football-reference
Robert Joseph Hyland, né le 21 juillet 1945 à White Plains, est un joueur américain de football américain.

## Biographie

### Enfance
Hyland étudie d'abord à la St. Bernard’s School avant d'entrer à la Archbishop Stepinac High School de White Plains et de sortir diplômé en 1963.

### Carrière

#### Université
Pendant trois saisons, de 1964 à 1966, il est titulaire sur divers postes de la ligne offensive comme centre et offensive guard sous les ordres de Jim Miller et reçoit le titre d'All-American en 1966,,. Hyland est introduit au Boston College Varsity Club Athletic Hall of Fame en 1988.

#### Professionnel
Courtisé par les Cowboys de Dallas, les 49ers de San Francisco et les Bears de Chicago, Bob Hyland est finalement sélectionné au premier tour de la draft 1967 de la NFL par les Packers de Green Bay au neuvième choix comme centre. Au moment où il arrive dans l'effectif, Ken Bowman est le titulaire à ce poste mais Hyland parvient à disputer quelques matchs comme numéro un après la mi-saison. Il est désigné comme long snapper lors du Super Bowl II que les Packers remportent face aux Raiders d'Oakland. 
Cependant, Hyland se retrouve frustré face au choix des entraîneurs d'aligner le duo Jerry Kramer-Bowman et est échangé aux Bears de Chicago avec Lee Roy Caffey et Elijah Pitts contre le deuxième choix de la draft 1970, utilisé sur Mike McCoy. Titulaire pendant une année au poste de centre, Hyland est échangé aux Giants de New York en compagnie de Bennie McRae contre le troisième choix total pour la draft 1972 que les Bears poseront sur Lionel Antoine. Le joueur passe offensive guard et retrouve Ray Wietecha, l'un de ses entraîneurs à Green Bay, en 1972 mais les deux hommes possèdent une relation difficile et Hyland retourne sur le banc des remplaçants avant d'être titulaire en 1974 et 1975.
En 1976, Hyland retourne chez les Packers de Green Bay, entraîné par son ancien coéquipier Bart Starr, avant de prendre sa retraite après une saison chez les Patriots de la Nouvelle-Angleterre. 
En 2011, le vainqueur du Super Bowl II se présente à l'élection du maire de sa ville de White Plains sous l'étiquette du Parti républicain mais perd face à Thomas Roach,.